# Сталинштадт

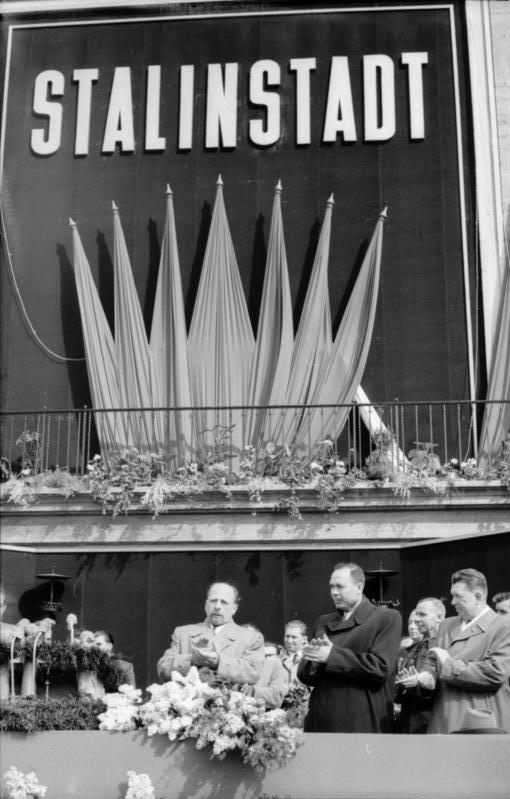
7 мая 1953 года. Торжественное присвоение городу имени И. В. Сталина. На трибуне первый секретарь ЦК СЕПГ Вальтер Ульбрихт, глава советской делегации Ефанов и посол СССР в ГДР Ильичёв

Сталинштадт (нем. Stalinstadt — «Сталинград») — первоначально жилой городок при металлургическом комбинате на востоке ГДР, ныне находится в составе современного города Эйзенхюттенштадта в Бранденбурге.

## История
Возводился в стиле сталинской архитектуры с лета 1950 года одновременно с металлургическим комбинатом. «Первому социалистическому городу на немецкой земле» первоначально планировалось дать имя Карла Маркса, «великого сына немецкого народа», по случаю 70-летия со дня его смерти, отмечавшегося 14 марта 1953 года. Однако после смерти И. В. Сталина 5 марта 1953 года ситуация изменилась: 7 мая 1953 года новый город получил имя Сталина, а в честь Карла Маркса 10 мая 1953 года был переименован Хемниц.
В ходе борьбы с культом личности в результате слияния Сталинштадта с Фюрстенбергом и Шёнфлиссом 13 ноября 1961 года был образован город Эйзенхюттенштадт.